# Joseph Derroja
Joseph Derroja (Sant Hipòlit de la Salanca, 9 d'octubre del 1822 - París, 25 de març del 1909) va ser un general rossellonès.

## Biografia
Després de passar pel col·legi militar de la Flèche, entrà a l'Escola Especial Militar de Saint-Cyr el 1841, i es promocionà successivament a sotstinent (1843), tinent (1847), capità (1853, 80è regiment d'infanteria de línia a Bastia el 1857) i cap de batalló (1859). Prengué part a les campanyes d'Àfrica, Marroc i Isly (1844) i combaté a Sebastòpol. Era comandant quan intervingué en la campanya d'Itàlia (1859), a Magenta i Solferino. Durant la guerra francoprussiana fou ascendit de tinent coronel (33è regiment d'infanteria) a coronel (12 de setembre del 1870), i de coronel d'infanteria a general de brigada (25 de desembre del 1870). En aquesta contesa participà, a les ordres del general Louis Faidherbe en les batalles d'Amiens (27 de novembre del 1870), Hallue (23-24 de desembre) i Bapaume (3 de gener del 1871), comandant la 1a. brigada, la 2a. i, posteriorment, la 1a. divisió del 22è Grup d'Exèrcit. Durant la comuna de París (març-maig del 1871), Derroja amb la seva brigada (els regiments 109 i 110 d'infanteria de línia) romangueren amb les tropes "versalleses", i protegiren el 18 de març l'evacuació de l'alcalde de París, Jules Ferry, amenaçat de mort pels revoltats. Després de la repressió de la Comuna, va ser posat al front de la 6a. brigada d'infanteria, a Beauvais. El 1874 va ser nomenat pel comandament de la 68a. brigada d'infanteria., i el 1875 per a la 6a. Va ser promogut a general de divisió el 4 de març del 1879, el 21 prenia el comandament de la 13a. divisió d'infanteria i l'11 de novembre passava a la 14a. Finalment, al 2 d'abril del 1881 prengué el comandament del Segon cos d'exèrcit, amb seu a Amiens, càrrec que tingué fins a l'1 d'abril del 1884. El 2 d'abril del 1884 esdevingué membre del comitè consultiu de l'estat major, a la comissió mixta de treballs públics, on s'estigué fins a passar a la reserva el 5 de novembre del 1887.
Fou distingit amb la medalla de la campanya d'Itàlia, i també rebé les d'Algèria, Roma i Orient. A més de ser admès a la vaticana orde de Sant Gregori el Gran, també ho fou a la francesa Legió d'Honor, amb els graus de cavaller (1861), oficial (1871), comandant (1878) i gran oficial (1887). L'escultor Crauk Gustave Adolphe Désiré li dedicà el 1890 una estàtua. Va ser soci (1881-1899) de la Société agricole, scientifique et littéraire des Pyrénées-Orientales
El seu germà, Jacques François Benoit Derroja (Sant Hipòlit de la Salanca, 12 de gener del 1820 - després del 1894) va ser un militar francès. El 1885 es retirà, quan ostentava el càrrec de comissari de supervisió administrativa de la línia de ferrocarril de Portoise a Gisors i Neufchâtel. El 1894 era cap de batalló d'infanteria retirat, amb 30 anys de servei i 13 campanyes. Tenia el títol de cavaller de la Legió d'Honor i, com el seu germà, era soci de la SASL.